# 中村宗哲
中村 宗哲（なかむら そうてつ）は、千家十職の塗師。中村家は、400年近く続く塗師の家。当初は蒔絵を施した家具などの製作（「通例塗師」といわれる）も行っていたが、明治時代以降は茶道具の塗師（「型物塗師」といわれる）専業となっている。
千宗旦の次男、一翁宗守（1605年～1677年）は、塗師吉文字屋与三右衛門の養子となり吉文字屋の後継となったが、商法を好まず、近所に住む塗師中村八兵衛（1617年～1695年に吉文字屋を譲った。この八兵衛は初代中村宗哲。
現在、当代十三代。2006年（平成18年）に十二代中村宗哲の次女が十三代宗哲を襲名。

## 中村家歴代
- 初代宗哲（1617年～1695年、通称：八兵衛 号：公弼・方寸庵・塗翁・勇山・杯斎）
藤村庸軒、灰屋紹益らと親交を結ぶ。
代表作に江岑好・独楽香合、庸軒好・凡鳥棗など。

- 二代宗哲（1671年～1706年、通称：八兵衛 号：汲斎）
代表作に乱菊中棗など。

- 三代宗哲（1699年～1776年、通称：八兵衛 幼名：鍋千代 号：方寸庵・漆翁・漆桶・勇斎・公弼・紹朴・芹生）
幼少で両親に死別したが、表千家6代・覚々斎、7代・如心斎らに引き立てられ、若年にして「七事式」制定に参加。俳人であり、与謝蕪村、几菫、堀内仙鶴らと親交を結ぶ。
代表作に覚々斎好・ブリブリ香合、少庵好・彭祖棗など。

- 四代宗哲（1726年～1791年、通称：為安・八郎兵衛 号：深斎）
三代婿養子。安永3年、従六位下主殿少属兼左生火官人に任じられる。署名には「豊田八郎兵衛」を使用。後桜町天皇の大礼御用品の御用も司る。
代表作に三斎好・野風茶器など。

- 五代宗哲（1764年～1811年、通称：守一・八兵衛 号：豹斎・漆畝）
四代婿養子。天明3年、従六位下主殿寮補左生火官兼式部大録に任じられ、御所御用達となる。天明8年に「天明の大火」に遭い家を焼失するが、歴代の寸法帳などは持ち出しに成功。三代未亡人からの聞き書きにより、家伝を作成。俳人であり、三宅嘯山の弟子であった。
代表作に認得斎好・蔦蒔絵中棗など。

- 六代宗哲（1792年～1839年、幼名：昌之助 通称：八兵衛・為一・八郎兵衛 号：楪斎）
五代の長男。1811年に家督相続するも、1815年に弟に家督を譲り、自らは御所御用達と通例の塗師職（大名向け漆器制作）を営業。
代表作に認得斎好・祇園攘疫棗・群亀棗・宝船棗など。

- 七代宗哲（1798年～1846年、幼名：槌六 通称：八郎兵衛・八兵衛 号：得玄・獏斎・黒牡丹）
五代次男。兄から家督を譲られ、形物塗師職人（茶道具漆器制作）となる。
代表作に名取川硯箱・夕顔台子皆具（浄雪・七代浄益・旦入 合作）など。

- 八代宗哲（1828年～1884年、幼名：丑之助 通称：八郎兵衛・忠一 号：至斎・聴雨・蜂老）
七代長男。御所御造営や和宮御降嫁花嫁道具、将軍御上洛道具など多数の御用を司る。明治維新後は京都博覧会会社に勤務。1876年にフィラデルフィアで開催された米国百年祭大博覧会に出品・銅賞。
代表作に碌々斎好・既望棗、玄々斎好・曙棗など。

- 九代宗哲（1856年～1911年、旧姓：松崎喜三郎 号：義生・英斎・一畝・雲水）
八代婿養子。元々は師範学校卒業後、小学校訓導を務めていた教師出身。茶道衰退期の中、京都美術工芸学校に勤務するなど家業の維持に苦心する。
代表作に玄々斎好・溢梅雪吹大小・溜ミル貝雪吹溜松木下張棗・粒菊蒔絵溜雪吹・黒絵玉書詰平棗、惺斎好・鱗鶴大棗・松摺漆丸卓など。

- 中村哲太郎

九代宗哲と十代尼宗哲の長男。父の死後に家督相続、「中村宗哲」として茶道具製作を行うが、その後廃業（廃業は家業を厭っていたからとも、病弱で家業の維持に自信がもてなかったためとも言われる）。昭和初年度に死去。
- 十代尼宗哲（1862年～1926年、名：真 八代宗哲四女）
九代夫人。岸田湘煙の女塾に入塾、自由民権運動の影響を受けて成長。後、府立女紅場一期生として入学、和裁を勉強する。結婚後は自宅で和裁塾を開いて家計を助ける。夫の死、長男の廃業に伴い、表千家12代惺斎の命により家督預かりとなり、多数の道具を製作。
代表作に惺斎好・笹蒔絵硯箱・雛用柳桜茶具（合作）・雛用懐石家具・近江八景棗など。

- 十一代宗哲（1899年～1993年、名：忠蔵 号：元斎・叩城・九土）
九代次男。戦中戦後の多難な時期に多数の名作を製作。1985年（昭和60年）、十二代に跡を譲り隠居。
代表作に惺斎好・唐崎松中棗・醍醐枝垂桜大棗、即中斎好・四季 誰が袖蒔絵茶器など。

- 十二代宗哲（1932年～2005年、名：弘子）
十一代長女。兄たちが家職を継がなかったため、家職継承者に指名される。1955年（昭和30年）京都市立芸術大学工芸科卒。1986年（昭和61年）に千家への出仕を許され、女性として初めて正式に千家十職当主として認められた人物となる。1993年（平成5年）京都府文化賞功労賞。2000年（平成12年）京都市文化功労者。茶道具以外にも多数の漆器を製作し、工芸家としての評価も高かった。心筋梗塞により急逝。実娘､長女は金属彫刻作家､次女は漆芸家(十三代宗哲)､三女は陶芸家(四代諏訪蘇山)。
代表作に而妙斎好・吉祥松溜雪吹・春野旅箪笥など。

- 十三代宗哲（1965年～　、名：公美）
父三代諏訪蘇山・母十二代中村宗哲の次女。京都市立銅駝美術工芸高等学校漆芸科で初めて漆を一から学び、卒業後に母の手伝いをする。祖父から学ぶこともあった。2006年10月家元へ出仕、塗師中村宗哲十三代を襲名。四代諏訪蘇山は妹。

## 著書
- 『塗り物かたり 漆うるはし 漆工芸の姿と装い』淡交社 2001
- 『漆の美中村宗哲家の歴代 意を匠み、技を重ねる』淡交社 2003
- 『なやしべら 十二代宗哲彩りの世界・職家中村家歴代の匠 漆芸の美と心』13代監修 河原書店, 2011